# Diostracus yamamotoi
Diostracus yamamotoi är en tvåvingeart som beskrevs av Kazuhiro Masunaga 2000. Diostracus yamamotoi ingår i släktet Diostracus och familjen styltflugor. Inga underarter finns listade i Catalogue of Life.